# Amaterasu (musikalbum)
Amaterasu är David Fridlunds debutalbum som soloartist, utgivet i Sverige 2004 av Adrian Recordings, i USA 2005 av Hidden Agenda Records samt i Tyskland 2006 av BB Island (som ett promotionsexemplar).
Från skivan släpptes singlarna April & May och White Van.

## Låtlista
1. "Untitled"
2. "Circles"
3. "April & May"
4. "Insomnia"
5. "Knives"
6. "Then I Will Miss You"
7. "White Van"
8. "Busride & Carsick"
9. "Before It Breaks"
10. "Intro"
11. "Satellite"
12. "November"
13. "3 Pictures (of You & You & You)"
14. "The Past Floats Like Stones"

## Personal
- David Fridlund - sång, gitarr, piano
- Sara Culler - sång

## Mottagande
Amaterasu snittar på 3,3/5 på Kritiker.se, baserat på fem recensioner. Expressen och Helsingborgs Dagblad gav båda betyget 3/5, Svenska Dagbladet 3/6 och Muzic.se 4/5. Allmusic gav sivan 4/5.

### Fotnoter
1. 1 2  ”Amaterasu”. Kritiker.se. https://kritiker.se/skivor/david-fridlund/amaterasu/. Läst 6 januari 2012.
2. ↑  ”Amaterasu”. Discogs.com. http://www.discogs.com/David-Fridlund-Amaterasu/release/1566056. Läst 6 januari 2012.
3. ↑  ”David Fridlund”. Svensk mediedatabas. http://smdb.kb.se/catalog/search?q=david+fridlund+typ%3Afonogram&sort=NEWEST. Läst 6 januari 2012.
4. ↑  Monger, James Christopher. ”Amaterasu”. Allmusic.com. http://www.allmusic.com/album/amaterasu-r738827. Läst 6 januari 2012.